# Lista planetelor minore: 98001–99000
| Nume                                            | Denumire provizorie                             | Data descoperirii                               | Locul descoperirii                              | Descoperitor(i)                                 |                                                 |                                                 |                                                 |                                                 |                                                 |                                                 |                                                 |                                                 |                                                 |                                                 |                                                 |                                                 |                                                 |                                                 |                                                 |                                                 |                                                 |                                                 |                                                 |                                                 |                                                 |                                                 |                                                 |                                                 |                                                 |                                                 |                                                 |                                                 |                                                 |                                                 |                                                 |                                                 |                                                 |                                                 |                                                 |                                                 |                                                 |                                                 |                                                 |                                                 |                                                 |                                                 |                                                 |                                                 |                                                 |
| 98001–98100 Lista planetelor minore/98001–98100 | 98001–98100 Lista planetelor minore/98001–98100 | 98001–98100 Lista planetelor minore/98001–98100 | 98001–98100 Lista planetelor minore/98001–98100 | 98001–98100 Lista planetelor minore/98001–98100 | 98101–98200 Lista planetelor minore/98101–98200 | 98101–98200 Lista planetelor minore/98101–98200 | 98101–98200 Lista planetelor minore/98101–98200 | 98101–98200 Lista planetelor minore/98101–98200 | 98101–98200 Lista planetelor minore/98101–98200 | 98201–98300 Lista planetelor minore/98201–98300 | 98201–98300 Lista planetelor minore/98201–98300 | 98201–98300 Lista planetelor minore/98201–98300 | 98201–98300 Lista planetelor minore/98201–98300 | 98201–98300 Lista planetelor minore/98201–98300 | 98301–98400 Lista planetelor minore/98301–98400 | 98301–98400 Lista planetelor minore/98301–98400 | 98301–98400 Lista planetelor minore/98301–98400 | 98301–98400 Lista planetelor minore/98301–98400 | 98301–98400 Lista planetelor minore/98301–98400 | 98401–98500 Lista planetelor minore/98401–98500 | 98401–98500 Lista planetelor minore/98401–98500 | 98401–98500 Lista planetelor minore/98401–98500 | 98401–98500 Lista planetelor minore/98401–98500 | 98401–98500 Lista planetelor minore/98401–98500 | 98501–98600 Lista planetelor minore/98501–98600 | 98501–98600 Lista planetelor minore/98501–98600 | 98501–98600 Lista planetelor minore/98501–98600 | 98501–98600 Lista planetelor minore/98501–98600 | 98501–98600 Lista planetelor minore/98501–98600 | 98601–98700 Lista planetelor minore/98601–98700 | 98601–98700 Lista planetelor minore/98601–98700 | 98601–98700 Lista planetelor minore/98601–98700 | 98601–98700 Lista planetelor minore/98601–98700 | 98601–98700 Lista planetelor minore/98601–98700 | 98701–98800 Lista planetelor minore/98701–98800 | 98701–98800 Lista planetelor minore/98701–98800 | 98701–98800 Lista planetelor minore/98701–98800 | 98701–98800 Lista planetelor minore/98701–98800 | 98701–98800 Lista planetelor minore/98701–98800 | 98801–98900 Lista planetelor minore/98801–98900 | 98801–98900 Lista planetelor minore/98801–98900 | 98801–98900 Lista planetelor minore/98801–98900 | 98801–98900 Lista planetelor minore/98801–98900 | 98801–98900 Lista planetelor minore/98801–98900 | 98901–99000 Lista planetelor minore/98901–99000 | 98901–99000 Lista planetelor minore/98901–99000 | 98901–99000 Lista planetelor minore/98901–99000 | 98901–99000 Lista planetelor minore/98901–99000 | 98901–99000 Lista planetelor minore/98901–99000 |
| ----------------------------------------------- | ----------------------------------------------- | ----------------------------------------------- | ----------------------------------------------- | ----------------------------------------------- | ----------------------------------------------- | ----------------------------------------------- | ----------------------------------------------- | ----------------------------------------------- | ----------------------------------------------- | ----------------------------------------------- | ----------------------------------------------- | ----------------------------------------------- | ----------------------------------------------- | ----------------------------------------------- | ----------------------------------------------- | ----------------------------------------------- | ----------------------------------------------- | ----------------------------------------------- | ----------------------------------------------- | ----------------------------------------------- | ----------------------------------------------- | ----------------------------------------------- | ----------------------------------------------- | ----------------------------------------------- | ----------------------------------------------- | ----------------------------------------------- | ----------------------------------------------- | ----------------------------------------------- | ----------------------------------------------- | ----------------------------------------------- | ----------------------------------------------- | ----------------------------------------------- | ----------------------------------------------- | ----------------------------------------------- | ----------------------------------------------- | ----------------------------------------------- | ----------------------------------------------- | ----------------------------------------------- | ----------------------------------------------- | ----------------------------------------------- | ----------------------------------------------- | ----------------------------------------------- | ----------------------------------------------- | ----------------------------------------------- | ----------------------------------------------- | ----------------------------------------------- | ----------------------------------------------- | ----------------------------------------------- | ----------------------------------------------- |

| Predecesor: 97001–98000 | Lista planetelor minore 98001–99000 Semnificații ale numelor: 98001–99000 | Succesor: 99001–100000 |